# Alexandre Lvovitch Davydov
Pour les articles homonymes, voir Davydov.
Alexandre Lvovitch Davydov (22 septembre 1773 - 1833), est un général russe, qui fut l'un des commandants militaires de la Russie impériale au cours des guerres napoléoniennes.

## Biographie
D'une grande famille de la noblesse russe, il est le fils aîné du général Lev Denissovitch Davydov (1743-1801), le frère du général Piotr Lvovitch Davydov (ru) (père du ministre Vladimir Petrovitch Orlov-Davydov) et de Vassili Lvovitch Davydov, et le cousin germain des généraux Denis Davydov et Alexis Iermolov. Sa mère, Ekaterina Samoïlova, dame de compagnie et amie intime de l'impératrice Catherine II, était la nièce du très influent favori, le prince Grigori Potemkine, et la sœur du général et homme d’État, le comte Alexandre Nikolaïevitch Samoïlov ; elle avait eu d'un premier mariage un enfant, le général Nikolaï Raïevski.
Davydov rentre dans la carrière militaire en 1785 comme sergent dans le Régiment Préobrajensky, puis dans le Régiment de la garde à cheval (Garde impériale).
Colonel en 1804, il prend part à la bataille d'Austerlitz en 1805, et, avec le Régiment de hussards de Grodno, aux combats en Pologne et en Finlande entre 1807 et 1809.
Durant la campagne de Russie de 1812, il servit sous le général Miloradovitch à Winkowo, Maloïaroslavets, Viazma et Krasnoï, où il obtint l'ordre de Saint-Vladimir (3e classe).
En 1813, il se distingua aux batailles de Lützen, de Bautzen, de Dresde (il y est fait chevalier de 4e classe de l'ordre de Saint-Georges) et de Kulm.
En 1814, il servit à Bar-sur-Aube, Troyes, Arcis-sur-Aube, Fère-Champenoise et à Paris.
Il fut promu major-général le 16 juin 1815 avec l'ancienneté datant du 29 janvier 1814.

## Vie familiale

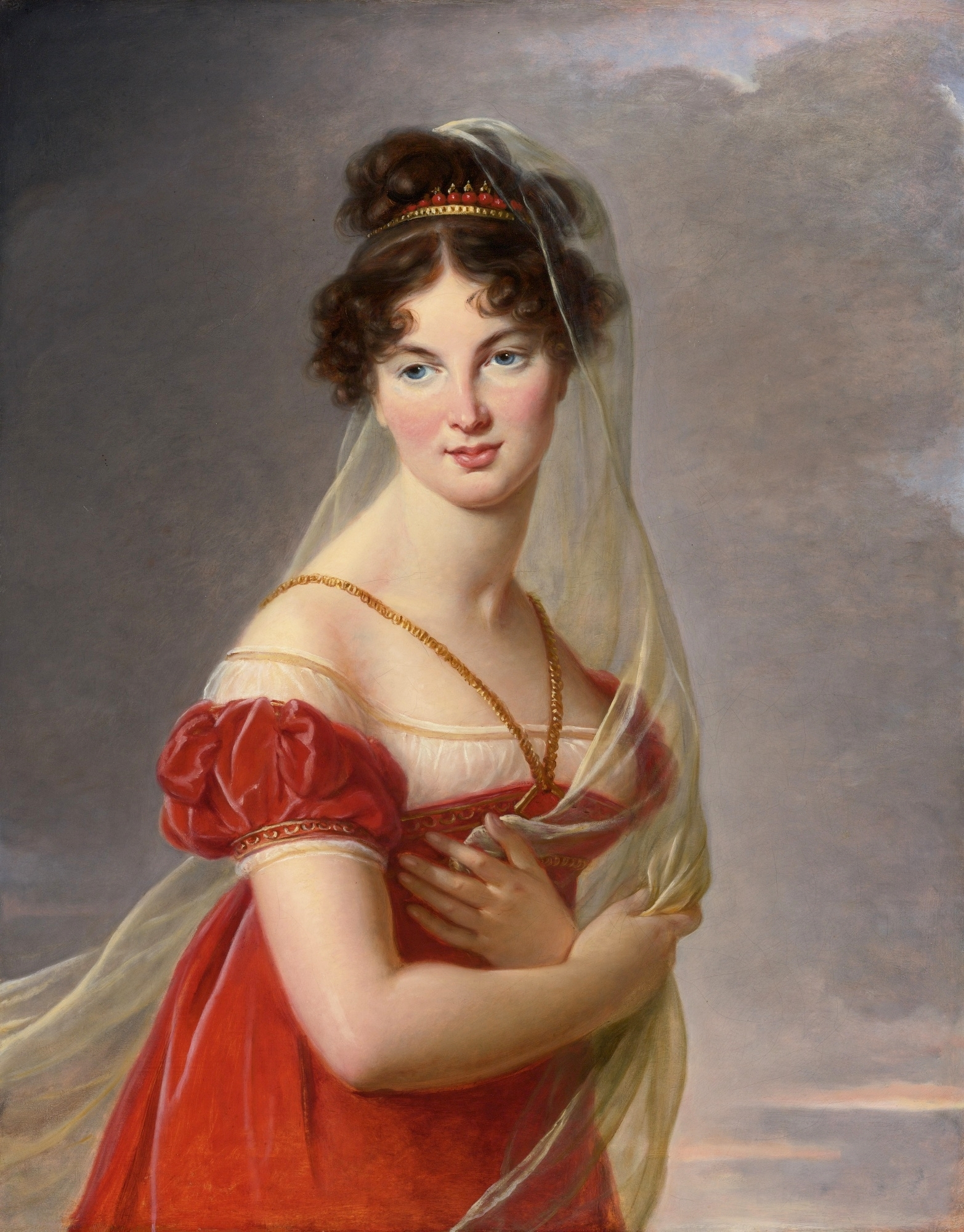
Portrait d'Aglaé de Gramont.

Il épousa en octobre 1805 Aglaé de Gramont (1787-1842), fille du duc Antoine-Louis-Marie de Gramont et d'Aglaé de Polignac, d'où :
- Catherine (1806-1882), mariée le 22 décembre 1826 à Paris avec Ernest de Cadoine, marquis de Gabriac (1792-1865) ;
- Adèle (1810-1881), religieuse ;
- Vladimir Alexandrovitch (ru) (1816-1886), officier de l'armée russe, marié à la princesse Djambakouriane-Orbeliani.

Aglaé se remaria avec le maréchal Horace, comte Sébastiani (1772-1851), ministre français de la Marine et des Affaires étrangères et ambassadeur du Roi en Angleterre.

## Sources
- Alexander Mikaberidze, Russian Officer Corps of the Revolutionary and Napoleonic Wars, 2005